# 鯛よし百番
鯛よし百番（たいよしひゃくばん）は、大阪府大阪市西成区山王に所在する料亭。その建物が歴史的建築物として国の登録有形文化財に登録されている。

## 概要
当店は「飛田新地」と呼ばれる地区にあり、大正時代に建てられ、かつては遊廓として使用されていた。「百番」という屋号は遊廓でも最上級の格を表す。
建物の完成年は不明だが、飛田遊郭の開業（1918年（大正7年）から暫く後、1925年（大正14年）から1928年（昭和3年）の間とされている。屋号は「百番」で、土地・建物は大阪土地建物株式会社が所有していたが、1951年に菊地某が買い取り、京都の絵師、大工棟梁を動員して大がかりな改装を行った。日光東照宮の陽明門を模した応接間の入口や桃山風の派手な装飾はこのときの制作と見られる。1954年、宴会場「桃山閣」としてオープン。後には一部が「桃山美術館」となった。1960年代には「料亭百番」、70年代後期には「鯛よし百番」として営業。現在は鍋料理や会席料理を中心とする和食料理店となっている。

## 文化財
建物は木造2階建。屋根は桟瓦葺きで、建築面積291平方メートル。延べ床面積は580平方メートル。
1階は数寄屋造や書院造など伝統的な和風建築を組み合わせた造りになっている。2階には擬宝珠高欄を巡らし、角を隅切りとし、玄関に唐破風を設置。大阪の歓楽街の殷賑を伝承している。2000年（平成12年）2月15日、登録有形文化財となった。

## 近年のニュース
- 2021年（令和3年）6月から8月にかけて地元有志による鯛よし百番保存修復プロジェクトにより建物の保存修復のためのクラウドファンディングが実施された[2]。

- 2022年（令和4年）4月25日、大阪府警察生野警察署は、「2021年（令和3年）10月から2022年（令和4年）1月の期間、大阪市生野区や東成区に住む20代のスリランカ人男性3名を、就労資格がないにもかかわらず働かせた」として、入管難民法違反（不法就労助長）容疑で、「鯛よし百番」の運営会社「鯛よし」および社長、幹部2名を書類送検した。幹部2名は容疑を認め、「求人広告を出しても、従業員を確保しにくい状況の中、スリランカ人に頼ってしまった」などと説明している[6]。同年5月30日、大阪区検察庁は、運営会社「鯛よし」および社長を略式起訴した。別の幹部については起訴猶予とした[7]。

## 現地情報

### 住所
- 大阪府大阪市西成区山王3丁目5-25

### 交通アクセス
- JR大阪環状線、南海高野線 新今宮駅より徒歩で約10分。
- 阪堺電気軌道阪堺線 今池停留場より徒歩で約6分。

### 営業情報
- 定休日 - 毎週月曜日
- 営業時間 - 17:00～23:00